# Культура Эквадора
Эквадор отличает сочетание испанского культурного наследия с культурными традициями коренного населения. Когда–то территория страны входила с состав империи инков . Кито, сохранившийся лучше прочих колониальных столиц Южной Америки, являет прекрасные образцы ранней колониальной архитектуры. В колониальную эпоху все виды искусства развивались под влиянием церкви и носили отпечаток господствовавшего в Европе стиля барокко. Сейчас многие действующие церкви в Кито хранят бесценные художественные произведения: картины, церковную утварь, резьбу по дереву, статуи и различные украшения. 

## Музыка
В музыке сказывается сильное влияние индейской культуры. Из инструментов широко распространены флейты старинного образца и свирели. Многие национальные мелодии построены на основе пентатонического звукоряда, характерного для индейского фольклора. Наиболее популярна народная песня «Санхуанито», названная в честь Св. Иоанна – покровителя страны. Из композиторов, пользующихся известностью, следует упомянуть Луиса Сальгадо (1903-1977).

## Живопись и скульптура
Первым в ряду известных национальных художников стоит Адриан Санчес Гальке. Он был учителем самого знаменитого из эквадорских живописцев колониального периода, Мигеля де Сантьяго (1626–1706), который в 17 в. основал школу живописи в Кито и был, в свою очередь, учителем Горибара. В 18 в. Кито отличает развитие скульптуры, получившее наивысшее выражение в работах таких скульпторов, как индеец Мануэль Чили, более известный под именем Каспикара (1723–1796), Бернардо де Легарда и Сангуринь. В 20 в. появилось новое поколение талантливых живописцев, находившихся под влиянием мексиканских художников. Камило Эгас (1899–1962) и Эдуардо Кингман (1913-1997) работают в жанре монументальной живописи, гравюры и живописи маслом. Всемирно известный художник Освальдо Гуаясамин (1919-1999) выступает как живописец, скульптор и график. Заслуживают упоминания также Педро Леон Доносо, Луис Москосо, Гало Галесио и Леонардо Техада. Работы всех упомянутых художников и скульпторов отражают их глубокий интерес к истории страны и стремление к социальной справедливости.

## Образование
Система образования в Эквадоре развивалась медленно. В 1950-е годы было неграмотно ок. 44% взрослых; к 1974 процент грамотных среди взрослого населения вырос до 74%, а к 1995 достиг 90%. Однако в горной области, населенной преимущественно индейцами и метисами, говорящими на языке кечуа, показатели гораздо ниже, и до сих пор во многих местностях более 35% жителей не умеют читать и писать. До сих пор сохраняется разрыв в уровне образования мужчин и женщин – среди первых процент неграмотных составляет 8, среди вторых – 11,8. В 16 университетах страны учится 186,5 тыс. студентов. Крупнейшими университетами являются Центральный университет Эквадора в Кито (60 тыс. студентов), Гуаякильский университет (60 тыс.), университет г.Куэнка (21,6 тыс.), Национальная политехническая школа (10 тыс.) и Папский католический университет Эквадора в Кито (8,1 тыс.). 
Начальное обучение является бесплатным и обязательным для всех детей в возрасте от 6 до 14 лет. Все государственные школы являются светскими и принимают учащихся независимо от их религиозной принадлежности; существуют также частные школы, как светские, так и церковные, получающие дотации от государства. В первой половине 1990-х годов правительственные расходы на образование составляли ок. 3% от ВНП, что соответствовало примерно 19% всех государственных расходов. В 1992 в начальных школах на одного учителя приходился 31 ученик, а в средних – 13 учеников.

## Музеи
Крупнейшие музеи страны находятся в Кито: Антропологический музей «Антонио Сантьяна» (основан 1925); Музей колониального искусства (основан 1926), где представлена живопись «школы Кито»; Археологический музей и художественная галерея при «Банко сентраль дель Экуадор» (основан 1969) и Музей археологии и этнографии (осн. 1950), содержащий богатую экспозицию произведений искусства доколумбовой эпохи.